# 새뮤얼 슬레이터
새뮤얼 슬레이터(Samuel Slater, 1768년 6월 9일~1835년 4월 2일)는 영국출신의 미국 사업가다. 미국 7대 대통령인 앤드루 잭슨은 그를 '미국 산업혁명의 아버지'라 하며 산업혁명가로 평가했으나, 영국에서는 국가 산업기밀을 유출한 '산업스파이'로서 이를 이용해 적성국가인 미국에서 부를 축적한 배신자로 분류하고 있다.
새뮤얼 슬레이터는 1789년에 도미한후 1793년에 처음으로 미국에 수력을 이용한 방적공작을 세웠다. 이때를 미국 산업혁명의 시작으로 보기도 하며 본격적으로 미국이 제조업을 시작한 시기로 분류하기도 한다.

## 생애

### 어린 시절
영국 더비셔의 벨퍼에서 태어났다. 그는 토마스 잭슨이 운영하는 학교에서 기초 교육을 받았다. 어려서부터 제디아 스트럿(Jedediah Strutt)이 운영하는 방적공장에서 일하며 수력으로 작동하는 방적 기계를 비롯한 면직물 제조에 대한 전반적인 기술을 익혔다. 1780년대 후반, 미국에서 면직물 제조와 수력방적기 개발에 대해 높은 관심이 있음을 알고 도미를 계획하였다.
당시는 산업혁명으로 면직물의 가격이 낮아지면서 전세계적으로 면직물의 수요가 폭발적으로 증가하고 있었다. 영국은 수력 방적기과 방직기를 이용한 면직물 대량생산 기술을 독점하고 있었고 이를 최첨단 산업 기밀로 분류하여 관리하였다. 기밀 유출을 엄중히 단속하고 있었는데, 의회에서 법을 통해 숙련공이나 기술자들의 해외 여행과 이민을 금지하고 있었다.

### 미국 이주

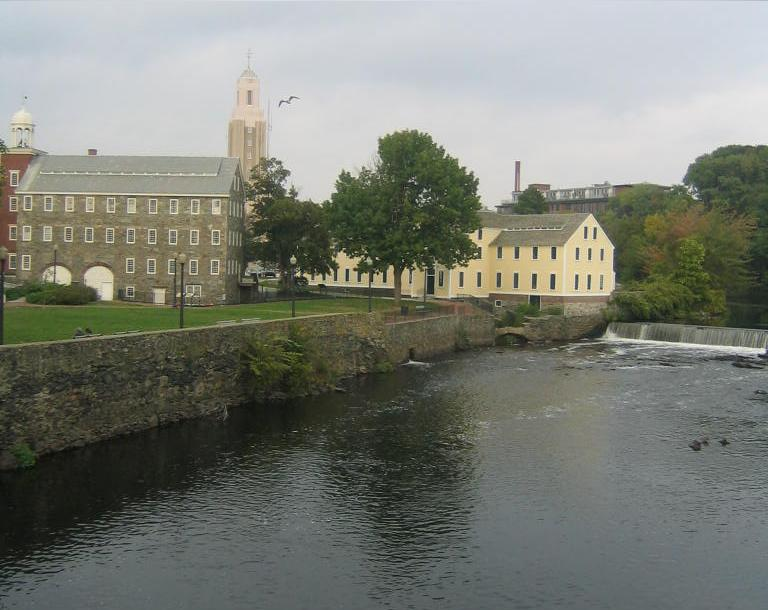
슬래이터 빌

1789년 21살이 되던해에 도미하였는데 항구를 빠져나올때는 농부라고 속였다. 1790년 로드아일랜드의 자본가 모지스 브라운과 계약을 맺고 3년의 노력끝에 1793년에 포투켓에 첫 영국식 방적공장을 열었다. 미국 최초의 근대식 공장은 해밀턴 재무장관의 각별한 관심 속에 뿌리를 내렸다. 방적공장은 미국 북동부 지역 전역으로 빠르게 퍼져나갔다. 동력을 얻을 수 있는 유속이 빠른 강이 많다는 지리적 장점 때문이었다. 때를 맞춘듯이 같은해인 1793년에 미국인 일라이 휘트니가 50배나 효율이 뛰어난 혁신적인 조면기를 개발하여 보급함으로 미국남부에 면화생산량이 급속히 증가하였다.
1798년에 독립하여 그의 장인과 함께 '사무엘 슬레이터 & 컴패니'를 설립했다. 이후 로드 아일랜드, 매사추세츠, 코네티컷, 그리고 뉴햄프셔에 방직 공장들을 설립했다. 1799년, 그는 영국에서 건너온 동생 존 슬레이터와 합류했다. 동생에게는 '화이트'라고 불리운 방적공장의 운영을 맡겼다.
1803년부터는 영국보다 훨씬 크고 개량된 방적공장을 세웠다. 공장내에는 노동자 기숙사와 학교, 구내매점도 만들었다. 노동력의 대부분을 차지한 7~12세 아동을 주급 25센트~1달러에 하루 12시간씩 부린다는 비난이 있었고 여러차례 파업도 있었다. 그러나 그의 성공은 미국 자본가들을 고무시켰고 신생 미국은 공업국가로 올라서게 되었다. 첫 공장이 세워진 지 30년 후 미국은 영국에 이어 세계 2위의 섬유산업국으로 떠올랐다.

### 결혼과 사망
1791년 한나 윌킨슨과 결혼했다. 그녀는 두 가닥 실을 발명하여 1793년 특허를 받은 최초의 미국 여성이 되었다. 사무엘과 한나는 10명의 자녀를 두었지만, 4명은 유아기에 사망했다. 한나는 1812년 출산 합병증으로 사망했고, 사무엘은 여섯 명의 어린 아이들을 키웠다. 슬레이터는 1817년 미망인 에스더 파킨슨과 재혼했다.
슬레이터는 1835년 4월 21일 메사추세츠 주 웹스터에서 사망했는데, 이 마을은 그가 1832년에 설립했고 그의 친구 대니얼 웹스터 상원의원의 이름을 따서 지었다. 사망 당시 13개의 공장을 소유하고 있었으며, 자산은 130만 달러로 현재의 가치로 환산하면 4200만 달러에 해당하는 정도이다.

## 전기
- Cameron, Edward H.  Samuel Slater, Father of American Manufactures (1960) scholarly biography
- Conrad, Jr., James L. "'Drive That Branch': Samuel Slater, the Power Loom, and the Writing of America's Textile History," Technology and Culture, Vol. 36, No. 1 (Jan., 1995), pp. 1–28 in JSTOR
- Everett et al. (Slater Study Group) (2006) "Samuel Slater - Hero or Traitor?" Milford, Derbyshire: Maypole Promotions. Formative years in Derbyshire.
- Tucker, Barbara M. "The Merchant, the Manufacturer, and the Factory Manager: The Case of Samuel Slater," Business History Review, Vol. 55, No. 3 (Autumn, 1981), pp. 297–313 in JSTOR
- Tucker, Barbara M.  Samuel Slater and the Origins of the American Textile Industry, 1790-1860 (1984)
- Tucker, Barbara M. and Kenneth H. Tucker. Industrializing Antebellum America: The Rise of Manufacturing Entrepreneurs in the Early Republic (2008)
- White, George S.  Memoir of Samuel Slater: The Father of American Manufactures (1836, repr. 1967)

## 같이 보기
- 조면기

- 일라이 휘트니